# Caraiba andreae
Caraiba andreae (кубинський чорно-білий полоз) — вид змій родини полозових (Colubridae). Ендемік Куби. Це єдиний представник монотипового роду Caraiba.

## Опис
Дорослі кубинські чорно-білі полози досягають довжини 65,5 см, враховуючи хвіст завдовжки 21,5 см. Забарвлення переважно чорне, на боках з кожної сторони є ряд жовтих плям. Нижня частина тіла біла з чорними плямами, верхня губа біла.

## Підвиди
Виділяють шість підвидів:
- Caraiba andreae andreae (Reinhardt & Lütken, 1862);
- Caraiba andreae melopyrrha (Thomas & Garrido, 1967);
- Caraiba andreae morenoi (Garrido, 1973);
- Caraiba andreae nebulatus (Barbour, 1916);
- Caraiba andreae orientalis (Barbour & Ramsden, 1919);
- Caraiba andreae peninsulae (Schwartz & Thomas, 1960).

## Поширення і екологія
Rhadinophanes monticola мешкають на Кубі, на острові Хувентуд та на сусідніх острівцях. Вони живуть в сухих і прибережних чагарниках, в сухих лісах, на полях і плантаціях, на висоті до 1100 м над рівнем моря. Відкладають яйця.